# Möweninsel
Die Möweninsel, auch Mövenberg genannt, (dänisch: Mågeøen) ist eine Insel (Holm) in der Kleinen Breite, dem westlichsten Teil der Schlei. Sie gehört zur Stadt Schleswig und ist ein Vogelschutzgebiet.

## Geographie
Die Insel ist 2,3 Hektar groß und bis zu fünf Meter hoch. Zwei Nehrungshaken verlaufen Richtung Nordosten und Südosten. Die Wassertiefe zwischen der Möweninsel und dem nächstgelegenen Festland, 250 Meter weiter nördlich die Königswiesen nahe der Altstadt von Schleswig am nördlichen Schleiufer, beträgt teils nur einen Meter.

## Geschichte
Im frühen 12. Jahrhundert (vor 1115) erbaute Knud Lavard eine Burg auf der Möweninsel. Die Burg wurde Juriansburg oder auch Jürgensburg genannt; in späterer Zeit auch Möwenburg. Von der jahrhundertelang benutzten, offenbar aus Ziegelsteinen erbauten Burg blieben nach ihrer Aufgabe fast keine Überreste erhalten. Sie verschwand im Laufe der Zeit, wahrscheinlich diente sie als Quelle für Baumaterial. Im Herbst 2023 legte allerdings ein Sturmhochwasser Ziegelsteine, mittelalterliche Keramik sowie weitere Strukturen frei, die von Archäologen als Überbleibsel der Jürgensburg gedeutet werden.
Im Mittelalter bestand eine Holzbrücke zwischen der Schleswiger Innenstadt und der Insel. Eine große Lachmöwenkolonie war ab 1739 nachgewiesen. Ab 1834 durfte der „Möwenkönig“ gegen Pacht die Eier als Delikatesse an Läden und Restaurants verkaufen. Bis 1867 wurden die Lachmöwen jährlich durch das volksfestartige Möwenschießen dezimiert, bis diese Veranstaltung von der preußischen Regierung verboten wurde. Die ursprüngliche Aufgabe des Möwenkönigs war, Möweneier für den Gottorfer Fürstenhof zu sammeln und die Gelege vor Eierdieben zu schützen. Als der preußische König Wilhelm I. 1868 zum Antrittsbesuch in der Provinz Schleswig-Holstein, auch die Stadt Schleswig besuchte, war eine Holzattrappe der mittelalterlichen Möwenburg errichtet worden, auf deren Türmen die preußische Fahne begrüßend wehte.
Erst 1989 wurde der Eierverkauf eingestellt, da die Eier mit Schadstoffen belastet waren und deshalb Verkauf und Verzehr der Eier vom Land Schleswig-Holstein verboten wurden. Die Insel wird seit 1991 vom Verein Jordsand betreut. Die Insel wird von einem Vogelwart beaufsichtigt. Er wird ebenfalls als „Möwenkönig“ bezeichnet und residiert am gegenüberliegenden Schleiufer im Schleswiger Stadtteil Holm. Der Möwenkönig überwacht das Verbot des Betretens der Insel etwa durch Kanu- oder Tretbootfahrer. Die Insel darf nur im Winter über das Eis betreten werden. Nur in mehrjährigen Abständen erlauben dies die Eisverhältnisse, zuletzt 1997, 2003, 2010 und 2012.
Im Jahr 2000 fanden Fischer am südöstlichen Strand der Insel die Überreste eines hölzernen Schiffs, die auf das Jahr 1163 datiert wurden. Das Schiff war 15 Meter lang und 4 Meter breit und nach nordischer Tradition wahrscheinlich in der Nähe von Schleswig gebaut. 2004 wurde die Insel als FFH-Gebiet und Schutzgebiet nach der Ramsar-Konvention ausgewiesen.

### Liste der Möwenkönige
- 1834–1880: Erster Möwenkönig: Nicolaus Wilhelm Andreas Hannberg
- 1881–1911: Zweiter Möwenkönig: Georg Hannberg, genannt Scharte Schorsch (1853–1912)
- 1912–1941: Dritter Möwenkönig: Julius Hannberg, genannt Null (1879–1941)
- 1942–1978: Vierter Möwenkönig: Georg Hannberg, genannt Schorsch (1901–1982)
- 1979–1984: Fünfter Möwenkönig: Gerhard Sinram
- 1985–1989: Sechster Möwenkönig: Rainer Hartel[9]
- aktuell: Gerd Roß, genannt Piko[10]

## Fauna
Die Möweninsel beherbergte bis vor einigen Jahrzehnten saisonal etwa 6.000 bis 10.000 Lachmöwen, die dort im Sommer brüteten. 1985 wurden 2.500 Brutpaare gezählt, 2006 noch 300, und 2007 und 2008 keine mehr. Als Gründe für den Rückgang werden die zunehmende Vegetation der Insel genannt (früher wurde das Gras vom Möwenkönig gemäht), eine Zunahme der Ratten, eine Abnahme (Abbruch) und vermehrte Überflutung der vegetationslosen Riffe, eine stärkere Verbreitung der Silbermöwe, sowie das Auftreten von Seeadlern, die es früher an der Schlei nicht gab.
Die Abnahme der Lachmöwen-Brutpaare kann anhand einer Zeitreihe verfolgt werden:
- 1913 6.000 Brutpaare
- 1981 2.500 Brutpaare
- 1991 1.500 Brutpaare
- 1997 700 Brutpaare
- 2000 250–300 Brutpaare

2012 brüteten wieder 600 Silbermöwenpaare, 50 Heringsmöwenpaare sowie Flussseeschwalben und Graugänse auf der Möweninsel.